# Amerikanisch-samoanische Fußballnationalmannschaft der Frauen
Die amerikanisch-samoanische Fußballnationalmannschaft der Frauen repräsentiert das US-amerikanische Außengebiet im südlichen Pazifik, Amerikanisch-Samoa. Das Team ist der Football Federation American Samoa unterstellt.
Amerikanisch-Samoa ist Mitglied des Weltfußballverbandes FIFA sowie des Regionalverbandes OFC. Somit kann man an der Fußball-Ozeanienmeisterschaft der Frauen teilnehmen, was allerdings erst einmal genutzt wurde im Jahr 1998. 2003 verzichtete man erstmals, trotz erster Absichten teilzunehmen.
Aufgrund der geringen Einwohnerzahl des Landes sowie der großen Popularität des American Football zählt Amerikanisch-Samoa zu den schlechtesten Nationalmannschaften der Welt sowohl bei den Frauen, als auch bei den Herren und so nahm die Mannschaft die hintersten Plätze der Fifa-Weltrangliste in Anspruch. Offiziell konnte zwar noch kein Sieg, jedoch schon zwei Remis errungen und ein Tor erzielt werden.

## Weltmeisterschaft
| - 1991: nicht qualifiziert - 1995: nicht qualifiziert - 1999: nicht qualifiziert - 2003: nicht qualifiziert - 2007: nicht qualifiziert | - 2011: nicht qualifiziert - 2015: nicht gemeldet - 2019: nicht qualifiziert - 2023: auf die Teilnahme an der Qualifikation verzichtet wg. COVID-19-Pandemie |

## Ozeanienmeisterschaft
| - 1983: keine Teilnahme (erstes Spiel erst 1998) - 1986: keine Teilnahme (erstes Spiel erst 1998) - 1989: keine Teilnahme (erstes Spiel erst 1998) - 1991: keine Teilnahme (erstes Spiel erst 1998) - 1994: keine Teilnahme (erstes Spiel erst 1998) | - 1998: Sechster - 2003: Verzicht - 2007: keine Teilnahme - 2010: keine Teilnahme - 2014: nicht gemeldet - 2018: nicht qualifiziert - 2022: keine Teilnahme (verzichtet wg. COVID-19-Pandemie) |

## Olympische Spiele
| - 1996: nicht qualifiziert - 2000: nicht qualifiziert - 2004: nicht qualifiziert - 2008: nicht qualifiziert | - 2012: nicht teilgenommen - 2016: nicht teilgenommen - 2020: nicht qualifiziert - 2024: nicht qualifiziert |

## Länderspiele
| Datum      | Ergebnis | Gegner          |   | Austragungsort | Anlass                                                          | Bemerkungen             |
| ---------- | -------- | --------------- | - | -------------- | --------------------------------------------------------------- | ----------------------- |
| 09.10.1998 | 0:21     | Australien      | * | Auckland (NZL) | Ozeanische Frauenfußballmeisterschaft 1998                      | Erstes Spiel            |
| 13.10.1998 | 0:9      | Papua-Neuguinea | * | Auckland (NZL) | Ozeanische Frauenfußballmeisterschaft 1998                      |                         |
| 25.08.2007 | 0:6      | Papua-Neuguinea | * | Apia (SAM)     | Südpazifikspiele 2007                                           |                         |
| 28.08.2007 | 1:1      | Cookinseln      | * | Apia (SAM)     | Südpazifikspiele 2007                                           | Erster Punktgewinn      |
| 30.08.2007 | 0:3      | Fidschi         | * | Apia (SAM)     | Südpazifikspiele 2007                                           |                         |
| 01.09.2007 | 0:3      | Salomonen       | * | Apia (SAM)     | Südpazifikspiele 2007                                           |                         |
| 29.08.2011 | 0:8      | Papua-Neuguinea | * | Nouméa (NCL)   | Pazifikspiele 2011                                              |                         |
| 31.08.2011 | 0:7      | Neukaledonien   | A | Nouméa (NCL)   | Pazifikspiele 2011                                              | Erstes Auswärtsspiel    |
| 02.09.2011 | 0:4      | Salomonen       | * | Nouméa (NCL)   | Pazifikspiele 2011                                              |                         |
| 05.09.2011 | 0:4      | Tahiti          | * | Nouméa (NCL)   | Pazifikspiele 2011                                              |                         |
| 24.08.2018 | 0:2      | Salomonen       | * | Lautoka (FJI)  | Qualifikation zur Fußball-Ozeanienmeisterschaft der Frauen 2018 |                         |
| 27.08.2018 | 0:1      | Vanuatu         | * | Lautoka (FJI)  | Qualifikation zur Fußball-Ozeanienmeisterschaft der Frauen 2018 |                         |
| 30.08.2018 | 0:2      | Fidschi         | A | Lautoka (FJI)  | Qualifikation zur Fußball-Ozeanienmeisterschaft der Frauen 2018 |                         |
| 08.07.2019 | 0:11     | Fidschi         | * | Apia (WSM)     | Pazifikspiele 2019                                              |                         |
| 10.07.2019 | 0:0      | Samoa           | A | Apia (WSM)     | Pazifikspiele 2019                                              |                         |
| 13.07.2019 | 0:9      | Neukaledonien   | * | Apia (WSM)     | Pazifikspiele 2019                                              |                         |
| 15.07.2019 | 0:12     | Tonga           | * | Apia (WSM)     | Pazifikspiele 2019                                              |                         |
| 17.11.2023 | 0:9      | Papua-Neuguinea | * | Honiara (SOL)  | Pazifikspiele 2023                                              |                         |
| 20.11.2023 | 0:4      | Neukaledonien   | * | Honiara (SOL)  | Pazifikspiele 2023                                              |                         |
| 23.11.2023 | 0:3      | Cookinseln      | * | Honiara (SOL)  | Pazifikspiele 2023                                              |                         |
| 28.11.2023 | 3:0      | Cookinseln      | * | Honiara (SOL)  | Pazifikspiele 2023 Spiel um Platz 9                             | Wertung am Grünen Tisch |
| 07.02.2024 | 0:10     | Fidschi         | * | Apia (WSM)     | Olympia-Qualifikation                                           |                         |
| 10.02.2024 | 1:7      | Salomonen       | * | Apia (WSM)     | Olympia-Qualifikation                                           |                         |
| 13.02.2024 | 0:9      | Papua-Neuguinea | * | Apia (WSM)     | Olympia-Qualifikation                                           |                         |